# Slaget ved Antietam
Slaget ved Antietam blev udkæmpet nær Sharpsburg den 17. september 1862. Det var det første store slag i Den Amerikanske Borgerkrig, der fandt sted på Nordstaternes område. Slaget var det blodigste éndags slag i amerikansk historie med omkring 23.000 soldater dræbt eller såret.
Efter at have forfulgt Sydstaternes hær under general Robert E. Lee ind i Maryland, igangsatte Unionshæren under generalmajor George B. McClellan en række angreb mod Lees hær som lå i defensive stillinger bag Antietam Creek. Ved daggry den 17. september igangsatte generalmajor Joseph Hooker's korps et kraftigt angreb mod Lees venstre flanke. Angreb og modangreb bølgede hen over Millers majsmark og kampen opslugte Dunker Church. Unionsangreb mod hulvejen gennembrød efterhånden Sydstatshærens centrum men Unionshæren udnyttede ikke fordelen. Om eftermiddagen gik generalmajor Ambrose Burnside's korps i aktion og erobrede en stenbro over Antietam Creek og rykkede frem mod Sydstatshærens højre fløj. På et afgørende tidspunkt ankom generalmajor A.P. Hill's division fra Harpers Ferry og iværksatte et overraskende modangreb, som drev Burnside tilbage og afsluttede slaget. Selv om han var i undertal 2:1 sendte Lee hele sin styrke i kamp, mens McClellan bruge mindre end trefjerdedele af sin hær, hvilket muliggjorde at Lee kunne stoppe de føderale styrker. I løbet af natten konsoliderede begge sider deres linjer. Trods de voldsomme tab fortsatte Lee med at forpostfægte med McClellan hele den 18. september mens han trak sin anslagne hær syd for floden.
Selv om han havde overlegenhed i antal lykkedes det ikke for McClellans angreb at opnå den fornødne tyngde, hvilket tillod Lee at modangribe ved at flytte styrker langs indre linjer for at møde alle udfordringer. Trods rigelige reserve som kunne være sat ind for at udnytte lokale successer mislykkedes det for McClellan at ødelægge Lees hær. Ikke desto mindre var Lees invasion af Maryland slut, men han kunne trække sin hær tilbage til Virginia uden indblanding fra den overforsigtige McClellan. Selv om slaget taktisk set var uafgjort, lignede det så meget en sejr, at det gav præsident Abraham Lincoln tilstrækkelig rygstød til at udstede Emancipationserklæringen.

## Baggrund og kampagnen i Maryland
Robert E. Lees Army of Northern Virginia— på 45.000 mand—brød ind i staten Maryland den 3. september 1862 efter deres sejr i det Andet slag ved Bull Run den 29. august. Lees strategi var at søge nye forsyninger og rekrutter fra grænsestaten Maryland, som husede et betydeligt antal sydstatssympatisører, foruden at påvirke opinionen inden de forestående valg i Nordstaterne. Det viste sig, at effekten af Lee's handlinger var blandet. Indbyggerne i Maryland lod sig ikke imponere af lyden af Maryland, My Maryland fra Army of Northern Virginias militærorkester, som Lee havde håbet, og den svage strategiske sejr, som Unionens hær opnåede ved Antietam, formindskede enhver succes som Lee måtte have haft med at vinde hjerter og hjerner i folkene fra Maryland. Nogle konfødererede politikere, inklusiv præsident Jefferson Davis, troede at muligheden for at få international anerkendelse ville vokse hvis de vandt en militær sejr på Nordstaternes grund. En sådan sejr kunne give anerkendelse og økonomisk støtte fra Storbritannien og Frankrig, selv om der ikke er noget der tyder på, at Lee mente at Syden skulle basere sine militære planer på denne mulighed.

Mens McClellans 90.000-mand store Army of the Potomac manøvrerede for at opfange Lee fandt to Unionssoldater (Corporal Barton W. Mitchell og First Sergeant John M. Bloss fra 27th Indiana Volunteer Infantry) opdagede en tabt kopi af Lees detaljerede slagplan—Special Order 191—pakket rundt om tre cigarer. Planen antydede at Lee havde delt sin hær og sendt afdelinger til Harpers Ferry i West Virginia og Hagerstown i Maryland), hvilke gjorde dem hver især sårbare overfor at blive isoleret og besejret hvis McClellan reagerede tilstrækkelig hurtigt. McClellan ventede ca. 18 timer inden han besluttede at benytte disse oplysninger og flytte rundt på sine styrker, og spildte dermed en mulighed for at besejre Lee afgørende.
Der var to væsentlige træfninger i Maryland kampagnen inden det store slag ved Antietam: Stonewall Jacksons erobring af Harpers Ferry og McClellans angreb gennem Blue Ridge Mountains i Slaget ved South Mountain. Det første var betydningsfuldt fordi en stor del af Lees hær var fraværende da slaget ved Antietam begyndte, idet den havde travlt med at påse Unionsgarnisonens overgivelse, den anden fordi hårdnakket modstand fra Sydstatshæren ved to bjergpas forsinkede McClellans fremrykning tilstrækkelig til at Lee kunne samle resten af sin hær ved Sharpsburg.

## De modstående hære

### Sydstaterne
General Lees Army of Northern Virginia var organiseret i store infanterikorps.
Første korps, under generalmajor James Longstreet, bestod af følgende divisioner:
- Generalmajor Lafayette McLaws (brigader under brigadegeneralerne Joseph B. Kershaw, Howell Cobb, Paul J. Semmes, og William Barksdale).
- Generalmajor Richard H. Anderson (brigader under obersterne Alfred Cumming, W.A. Parham og Carnot Posey samt brigadegeneralerne Lewis A. Armistead, Roger A. Pryor og Ambrose R. Wright).
- Brigadegeneral David R. Jones (brigades under brigadegeneralerne Robert A. Toombs, Thomas F. Drayton, Richard B. Garnett og James L. Kemper samt obersterne Joseph T. Walker og George T. Anderson).
- Brigadegeneral John G. Walker (brigades under oberst Van H. Manning og brigadegeneral Robert Ransom, Jr.).
- Brigadegeneral John Bell Hood (brigader under obersterne William T. Wofford og Evander M. Law).
- Uafhængig brigade under brigadegeneral Nathan G. "Shanks" Evans.

Andet korps under Generalmajor Thomas J. "Stonewall" Jackson, bestod af divisionerne under:
- Brigadegeneral Alexander R. Lawton (brigader under oberst Marcellus Douglass, brigadegeneral Jubal A. Early, oberst James A. Walker og brigadegeneral Harry T. Hays).
- Generalmajor A.P. Hill (the Light Division — brigader under brigadegeneralerne Lawrence O'Bryan Branch, Maxcy Gregg, James J. Archer og William Dorsey Pender samt obersterne John M. Brockenbrough og Edward L. Thomas).
- Brigadegeneral John R. Jones (brigader under obersterne A.J. Grigsby, E.T.H. Warren og Bradley T. Johnson samt brigadegeneral William E. Starke).
- Generalmajor D.H. Hill (brigader under brigadegeneralerne Roswell S. Ripley, Robert E. Rodes, Samuel Garland, Jr. og George B. Anderson samt oberst Alfred H. Colquitt).

De resterende enheder var kavalerikorpset under generalmajor J.E.B. Stuart og reserveartilleriet under brigadegeneral William N. Pendleton. Andet korps var organiseret med artilleriet tilknyttet hver division i modsætning til første korps, som havde artilleriet på korpsniveau.

### Unionen
Generalmajor George B. McClellan's Army of the Potomac, forstærket med enheder fra John Pope's Army of Virginia omfattede 6 infanterikorps.
I Korps, under Generalmajor Joseph Hooker, bestod af divisionerne under:
- Brigadegeneral Rufus King (brigader under oberst Walter Phelps og brigadegeneralerne Abner Doubleday, Marsena R. Patrick og John Gibbon).
- Brigadegeneral James B. Ricketts (brigader under brigadegeneral Abram Duryée, oberst William A. Christian og brigadegeneral George L. Hartsuff).
- Brigadegeneral George G. Meade (brigader under brigadegeneral Truman Seymour og oberst Thomas F. Gallagher).

II Korps, under Generalmajor Edwin V. Sumner, bestod af divisionerne under:
- Generalmajor Israel B. Richardson (brigader under brigadegeneral John C. Caldwell, brigadegeneral Thomas F. Meagher og oberst John R. Brooke).
- Generalmajor John Sedgwick (brigader under brigadegeneralerne Willis A. Gorman, Oliver O. Howard og Napoleon J.T. Dana).
- Brigadegeneral William H. French (brigades of brigadegeneral Nathan Kimball, oberst Dwight Morris og brigadegeneral Max Weber).

V Korps, under Generalmajor Fitz John Porter bestod af divisionerne under:
- Generalmajor George W. Morell (brigader under oberst James Barnes, brigadegeneral Charles Griffin og oberst T.B.W. Stockton).
- Brigadegeneral George Sykes (brigader under oberstløjtnant Robert C. Buchanan, Major Charles S. Lovell, og oberst Gouverneur K. Warren).
- Brigadegeneral Andrew A. Humphreys (brigader under brigadegeneral Erastus B. Tyler og oberst Peter H. Allabach).

VI Korps, under Generalmajor William B. Franklin bestod af divisionerne under:
- Generalmajor Henry W. Slocum (brigader under oberst Alfred T.A. Torbert, oberst Joseph J. Bartlett og brigadegeneral John Newton).
- Generalmajor William F. "Baldy" Smith (brigader under brigadegeneralerne Winfield S. Hancock og William T. H. Brooks samt oberst William H. Irwin).
- En division fra IV korps under Generalmajor Darius N. Couch (brigader under brigadegeneralerne Charles Devens, Jr., Albion P. Howe og John Cochran).

IX Korps, under Generalmajor Ambrose E. Burnside bestod af divisionerne under:
- Brigadegeneral Orlando B. Willcox (brigader under obersterne Benjamin C. Christ og Thomas Welsh).
- Brigadegeneral Samuel D. Sturgis (brigader under brigadegeneralerne James Nagel og Edward Ferrero).
- Brigadegeneral Isaac P. Rodman (brigader under obersterne Harrison S. Fairchild og Edward Harland).
- Kanawha Division, under brigadegeneral Jacob D. Cox (brigader under obersterne Hugh Ewing og George Crook).

XII Korps, under Generalmajor Joseph K. Mansfield, bestod af divisionerne under:
- Brigadegeneral Alpheus S. Williams (brigader under brigadegeneralerne Samuel W. Crawford og George H. Gordon).
- Brigadegeneral George S. Greene (brigader under oberstløjtnant Hector Tyndale, oberst Henry J. Stainrook, og oberst William B. Goodrich).
- Kavaleridivisionen under brigadegeneral Alfred Pleasonton (brigader under major Charles J. Whiting og obersterne John F. Farnsworth, Richard H. Rush, Andrew T. McReynolds og Benjamin F. Davis).

## Slaget
Lee placerede sine til rådighed stående styrker nær byen Sharpsburg bag Antietam Creek langs en lav bakke den 15. september. Selv om det var en effektiv defensiv position var den ikke uigennemtrængelig. Terrænet gav udmærket beskyttelse for infanteriet, med jernbane og stendiger
limstensklipper stak op af jorden og små hulninger og lavninger. Creeken foran deres front var kun en mindre barriere 18-30 meter bred og nogle steder kunne man vade over foruden at der var tre stenbroer med 1,5 km imellem sig. Det var også en prekær position fordi Sydstatshæren havde Potomac i ryggen og kun et enkelt overgangssted ved Botelers Ford ved Shepherdstown i West Virginia var i nærheden, hvis retræte skulle blive aktuelt. Vadestedet ved Williamsport, Maryland var 16 km nordvest for Sharpsburg og var blevet brugt af Jackson under hans march til Harpers Ferry. Placeringen af Unionens styrker under slaget gjorde uhensigtsmæssigt at overveje retræte i den retning, og den 15. september udgjorde styrken under Lees direkte kommando kun 18.000 mand, og var kun 1/3 af Unionshærens størrelse.
De første to af Unionens divisioner ankom om eftermiddagen den 15. september og hovedparten af resten ankom samme aften. Selv om et øjeblikkeligt angreb om morgenen den 16. september ville have haft en overvældende fordel i antal var McClellans særkende hans forsigtighed, og hans tro på at Lee havde over 100.000 mand fik ham til at udskyde sit angreb en dag. Det gav sydstatshæren mere tid til at forberede forsvarspositioner og tillod Longstreets korps at nå frem fra Hagerstown og Jacksons korps, undtagen A.P. Hills division at ankomme fra Harpers Ferry. Jackson forsvarede den venstre, nordlige, flanke med basis ved Potomac floden, Longstreet den sydlige højre flanke, som havde basis på Antietam, en linje som var ca. 6,5 km
lang. Efterhånden som slaget udviklede sig og Lee flyttede rundt på enhederne kom disse korpsgrænser til at overlappe hinanden ganske betydeligt.
Om aftenen den 16. september beordrede McClellan Hookers I korps til at krydse Antietam Creek og afdække fjendens stillinger. Meades division angreb forsigtigt styrkerne under Hood nær East Woods. Efter mørkets frembrug fortsatte artilleribeskydningen mens McClellan fortsatte med at placere sine styrker. Det var hans plan at overvælde fjendens venstre flanke. Han var nået til denne beslutning på grund af den måde broerne over Antietam var placeret. Den nedre bro (som snart fik navnet Burnsides bro) kunne beskydes fra Sydstaternes stillinger på bakkerne over den. Den mellemste bro på vejen fra Boonboro kunne beskydes med artilleri fra højderne ved Sharpsburg; men den øvre bro var 3 km øst for sydstatshærens kanoner og kunne overskrides i sikkerhed. McClellan planlagde at bruge mere end halvdelen af sin hær på angrebet, først to korps med støtte fra et tredje og om nødvendigt et fjerde. Han ville samtidig igangsætte nogle afledningsangreb mod sydstatshærens højre flanke og han var parat til at angribe centrum med sin reserver hvis blot et af angrebene blev en succes. Forpostfægtningen i East Woods fortalte Lee hvad McClellans havde planer om, og han forberedte sin forsvar herefter. Han flyttede folk til sin venstre flanke og sendte hastemeddelelser til sin to divisionschefer, som endnu ikke var ankommet til slagmarken: Lafayette McLaws med to divisioner og A.P. Hill med en division.
McClellans planer var dårligt koordineret og blev også ringe udført. Han fortalte hver enkelt korpschef hvad hans rolle bestod i, men undlod at beskrive den samlede slagplan. Terrænet på slagmarken gjorde det svært for den enkelte korpschef at følge med i hvad der skete rundt omkring, og McClellans hovedkvarter lå mere end 1,5 km bag fronten (at Philip Pry house, øst for creeken), hvilket gjorde de svært for ham at styre de enkelte korps. Derfor foregik slaget næste dag som tre adskilte og stort set uafhængige slag: om morgenen i den nordlige ende af slagmarken, ved middagstid på centrum og om eftermiddagen mod syd. Denne mangel på koordination og koncentration af McClellans styrker tillod Lee at flytte rundt på sine styrker og møde hver offensiv.

### Morgenen
Slaget begyndte ved daggry omkring kl. 5.30 den 17. september med et angreb langs Hagerstown Turnpike af Unionens I korps under Joseph Hooker. Hookers mål var plateauet hvorpå Dunker Church lå. Kirken var en beskeden kalket bygning som tilhørte den lokale menighed af tyske baptister. Hooker havde omkring 8.600 mand, hvilket var lidt mere end de 7.700 forsvarere under Stonewall Jackson, og denne forskel blev mere end opvejet af, at sydstatshæren lå i en stærk forsvarsposition. Abner Doubledays division rykkede frem på Hookers højre side, James Ricketts' rykke på venstre side ind i East Woods, og George Meades Pennsylvania Reserves division udfoldede sig i centrum og en smule bagved. Jacksons forsvar bestod af divisionerne under Alexander Lawton og John R. Jones på linje fra West Woods over hovedvejen (turnpike) og langs den sydlige ende af Millers majsmark. Fire brigader blev holdt i reserve inde i West Woods.
Da de første Unionssoldater dukkede frem fra North Woods og ind i majsmarken begyndte en artilleriduel. Sydstaternes ild kom fra et hestetrukket artilleribatteri under J.E.B. Stuart mod vest og fire batterier under oberst Stephen D. Lee fra højdedraget overfor Dunker Church mod syd. Unionen skød tilbage med 9 batterier på bakkekammen bag North Woods og fire batterier af 20 punds riflede Parrott kanoner 3 km øst for Antietam Creek. Sammenstødet førte til store tab på begge sider, og blev beskrevet af oberst Lee som "artilleri helvede".
Da han så glimtene fra de skjulte sydstatssoldaters bajonetter på majsmarken, stoppede Hooker sit infanteri og bragte fire batterier artilleri frem, som skød granater og skrå over hovederne på Unionens infanteri og ind i marken. Artilleri og riffelild fra begge sider skar som en le og mejede både korn og soldater ned.
Meade's 1. brigade af pennsylvaniere, under brigadegeneral Truman Seymour, begyndte at rykke frem gennem East Woods og udvekslede ild med oberst James Walkers brigade af tropper fra Alabama, Georgia og North Carolina. Da Walkers mænd tvang Seymours tilbage, med hjælp fra Lee's artilleri, gik Ricketts division ind i majsmarken og blev også flået i småstykker af artilleriet. Brigadegeneral Abram Duryée's brigade marcherede direkte ind i salver fra oberst Marcellus Douglass' Georgia brigade. Da de modstod kraftig ild fra 225 meters afstand og da manglen på forstærkninger betød at de ikke vandt terræn beordrede Duryée tilbagetrækning.
Forstærkningerne, som Duryée havde ventet—brigader under brigadegeneral George L. Hartsuff og oberst William A. Christian—havde vanskeligheder med at nå frem. Hartsuff blev såret af en granat, og Christian sprang af sin hest og flygtede bagud i rædsel. Da soldaterne var blevet samlet og var rykket ind i majsmarken blev de mødt af den samme artilleri og infanteriild som deres forgængere. Da Unionens større antal begyndte at gøre sig gældende greb Louisiana "Tiger" Brigaden under Harry Hays ind i kampen og trængte Unionens soldater tilbage til East Woods. 12. Massachusetts infanteriregiment havde tab på 67%, hvilket var det højeste nogen enhed havde den pågældende dag. Tigrene blev slået tilbage, da Unionshæren bragte et batteri af 3 tommer feltartilleri frem og rullede det direkte ind i majsmarken hvor det afgav point-blank ild, som slagtede Tigrene, som mistede 323 ud af deres 500 mænd.
| „ | ...den mest dødelige ild i krigen. Rifler blev skudt i smadder i hænderne på soldaterne, feltflasker og rygsække blev oversået med kugler, de døde og sårede falder i snesevis. | “ |
|   | — Captain Benjamin F. Cook fra 12. Massachusetts Infanteriregiment om angrebet fra Louisiana Tigers i majsmarken                                                                |   |

Mens kampen i majsmarken forblev et dødvande var Unionens fremstød nogle få hundrede meter mod vest mere succesfulde. Brigadegeneral John Gibbons 4. Brigade fra Doubledays division (der kort før havde fået navnet Jern brigaden rykkede frem langs hovedvejen og skubbede Jacksons mænd til side. De blev stoppet af et angreb fra 1.150 mand af Starkes brigade som afgav en kraftig ild på 25-30 meters afstand. Den konfødererede brigade trak sig tilbage efter at have været udsat for en kraftig modgående beskydning fra Jern brigaden, og Starke blev dødeligt såret. Unionens fremstød ved Dunker Church blev genoptaget og skar et stort hul i Jacksons forsvarslinie, som var tæt på at kollapse. Selv om det kostede dyrt, gjorde Hookers korps stadige fremskridt.
Konfødererede forstærkninger ankom lige efter kl. 7. Divisionerne under McLaws og Richard H. Anderson ankom efter en nattemarch fra Harpers Ferry. Omkring kl. 7.15 flyttede General Lee George T. Andersons Georgia brigade væk fra hærens højre flanke for at støtte Jackson.
Kl. 7 rykkede Hoods division med 2.300 mand gennem West Woods og trængte Unionens tropper tilbage gennem majsmarken igen. Texanerne angreb med særlig ildhu, fordi de blev tilkaldt fra deres reserveposition mens de var ved at få det første varme morgenmåltid i mange dage. De fik hjælp fra tre brigader af D.H. Hills division, som ankom fra Mumma Farm, sydøst for kornmarken og af Jubal Earlys brigade, som trængte gennem West Woods fra Nicodemus' Farm, hvor de havde støttet Jeb Stuarts hesteartilleri. Hoods mænd bar hovedparten af kampen, og betalte en høj pris —60% tab—men de forhindrede at den defensive linje brød sammen og holdt I Korps tilbage. Da han blev spurgt af en anden officer om hvor hans division var, svarede Hood: "Død på slagmarken".
Hookers mænd havde også betalt dyrt, men havde ikke nået deres mål. Efter to timer og tab på 2.500 mand var de tilbage hvor de startede. Majsmarken, et areal omkring 225 meter dybt og 360 meter bredt, var skueplads for ubeskrivelig ødelæggelse. Det blev beregnet at majsmarken skiftede hænder ikke mindre end 15 gange i løbet af morgenen. Hooker bad om hjælp fra de 7.200 mand i Mansfields XII Korps.
| „ | .. hver stængel majs i den nordlige og største del af marken var skåret ned så tæt som hvis det var sket med en kniv, og de døde Sydstatssoldater lå i rækker præcis som de havde stået i deres formationer nogle få øjeblikke tidligere. | “ |
|   | — Generalmajor Joseph Hooker |   |

Halvdelen af Mansfields mænd var nye rekrutter og Mansfield selv havde heller ingen erfaring. Han havde overtaget kommandoen blot 2 dage tidligere. Selv om han var en veteran med 40 års tjeneste bag sig havde han aldrig ført et stort antal tropper i kamp. Bekymret over om hans mænd ville stikke af under ild rykkede han dem frem i en formation, som var kendt som kolonne af kompagnier samlet i masse. En sammenklumpet formation hvor et regiment var opmarcheret 10 mand i dybden i stedet for normalt 2. Da hans mænd rykkede ind i East Woods udgjorde de et glimrende mål for artilleriet, "næsten så godt et mål som en lade". Mansfield selv blev ramt af en kugle fra en snigskytte og døde senere samme dag. Alpheus Williams overtog midlertidigt kommandoen over XII Korps.
Rekrutterne fra Mansfields 1st Division kom ingen vegne mod Hoods linje, som blev forstærket af D.H. Hills divisioner under Colquitt og McRae. 2nd Division af XII Corps, under George Sears Greene, brød derimod igennem McRaes mænd, som flygtede under den fejlagtige tro, at de var ved at blive omringet af en manøvre på deres flanke. Dette gennembrud i linjen tvang Hood og hans tropper, som var i undertal, at omgruppere i West Woods, hvor de havde startet dagen. Greene nåede frem til Dunker Church, Hookers oprindelige mål, og fordrev Stephen Lees batterier. Unionstropper holdt det meste af området øst for hovedvejen (turnpike).
Hooker forsøgte at få samling på de spredte rester af hans I Korps for at fortsætte angrebet, men en skarpskytte fik øje på generalens karakteristiske hvide hest og skød Hooker gennem foden. Kommandoen over I Korps gik over til general Meade, fordi Hookers rangældste underordnede, James B. Ricketts, også var blevet såret. Men med Hooker borte var der ingen general tilbage med tilstrækkelig autoritet til at samle styrkerne i I og XII Korps. Greenes mænd kom under heftig beskydning fra West Wood og trak sig tilbage fra Dunker Church.
I et forsøg på at omgå de konfødereredes venstre flanke og lette trykket på Mansfields mænd blev Sumners II korps kl. 7.20 beordret til at sende to divisioner i kamp. Sedgwicks division med 5.400 mand var den første som overskred Antietam, og de gik ind i East Woods men den hensigt at svinge mod venstre og tvinge de konfødererede sydpå ind i angrebet af Ambrose Burnsides IX Korps. Men planen gik skævt. De mistede kontakten med William H. Frenchs division, og kl. 9 igangsatte Sumner, som ledsagede divisionen sit angreb med en utraditionel angrebsformation. Tre brigader i tre lange linjer men side ved side med kun 45-60 meter mellem linjerne. De blev først angrebet af konfødereret artilleri og dernæst på tre sider af divisionerne under Early, Walker og McLaws, op på under en halv time blev Sedgwicks mænd tvunget til at trække sig uordnet tilbage til deres udgangspunkt med tab på over 2.200. Sumner er blevet fordømt af de fleste historikere for sit uovervejede angreb, hans mangel på koordination med I og XII korps' hovedkvarterer, miste kontrollen med Frenchs division, da han ledsagede Sedgwicks, undlade at gennemføre tilstrækkelig rekognoscering inden han igangsatte sit angreb og for at vælge en usædvanlig angrebsformation, som blev så effektivt omgået af hans konfødererede modpart. Nyere forskning af historikeren M.V. Armstrong har vist at Sumner foretog en passende rekognoscering og at hans beslutning om at angribe hvor han gjorde var berettiget ud fra den information han var i besiddelse af.
De afsluttende handlinger i morgenens fase af slaget foregik omkring kl. 10 da to regimenter af XII Korps rykkede frem, blot for at støde på John G. Walkers division, som netop var ankommet på Sydstatshærens højre flanke. De kæmpede i et område mellem majsmarken og West Woods, men snart blev Walkers mænd tvunget tilbage af to brigader af Greenes division og Unionshæren erobrede et område i West Woods.
Morgenens fase sluttede med tab på begge sider på tilsammen næsten 13.000 herunder to af Unionens korpschefer.

### Midt på dagen
Midt på dagen flyttede kampene sig til centrum af de konfødereredes linjer. Sumner havde fulgt morgenens angreb med Segdwicks division men en anden af hans divisioner under French havde mistet kontakten med Sumner og Sedgwick og fortsatte af uforklarlige årsager sydpå. Ivrig efter en mulighed for at komme i kamp fandt French forposter på sin vej, og beordrede sine mænd fremad. På det tispunkt opdagede Sumners aide (og søn) French og beskrev de forfærdelige kampe i West Woods og formidlede en ordre om at aflede de konfødereredes opmærksomhed ved at angribe deres centrum.
French stod overfor D.H. Hills division, der var på omkring 2.500 mand, under halvdelen af det som French havde. 3 af Hills 5 brigader var blevet revet op under morgenens kamp. Denne sektor af Longstreets linje var i teorien den svageste. Men Hill's mænd lå i en stærk defensiv stilling, på toppen af en trinvis stigning i en hulvej, som udgjorde en naturlig skyttegrav.
French igangsatte en række angreb af brigade-størrelse mod Hills improviserede brystværn omkring kl. 9.30. Den første brigade bestod mest af uerfarne tropper under brigadegeneral Max Weber og blev hurtigt mejet ned af kraftig riffelild. Ingen af siderne anvendte artilleri på dette tidspunkt. Det andet angreb blev gennemført af flere rå rekrutter under oberst Dwight Morris, og de blev også udsat for kraftig ild, men afslog et modangreb fra Robert Rodes Alabama Brigade. Det tredje angreb under brigadegeneral Nathan Kimball omfattede tre regimenter af veteraner, men de blev også ramt af ild fra hulvejen. Frenchs division havde tab på 1.750 (ud af 5.700 mand) på under en time.
Forstærkninger ankom på begge sider og kl. 10.30 sendte Robert E. Lee sin sidste reservedivision 3.400 mand under generalmajor Richard H. Anderson—af sted for at forstærke Hills linje og forlænge den mod højre. Hermed forberedte han sig på et angreb, som skulle omgå Frenchs venstre flanke. Men på samme tid ankom de 4.000 mand i generalmajor Israel B. Richardsons division på Frenchs venstre side. Det var den sidste af Sumners divisioner, som var blevet holdt tilbage af McClellan da han organiserede sine reserver.
Richardsons friske tropper slog først.
Forrest i dagens fjerde angreb mod hulvejen var den irske brigade under brigadegeneral Thomas F. Meagher. Mens de rykkede frem med smaragdgrønne flag blafrende i vinden red en regimentspræst fader William Corby, frem og tilbage langs fronten og råbte tilgivelser, som dem den katolske kirke foreskriver for de som skal dø. (Corby gjorde noget lignende i Slaget ved Gettysburg i 1863.) De primært irske immigranter i brigaden mistede 540 mand til kraftige salver af riffelild inden de blev beordret til at trække sig tilbage.
General Richardson sendte personligt brigaden under brigadegeneral John C. Caldwell i kamp omkring middag (efter at have fået at vide at Caldwell var bagude bag en høstak), og endelig vendte strømmen. Andersons sydstatsdivision havde ikke været til megen hjælp for forsvarerne efter at general Anderson blev såret tidligt i slaget. Andre nøglepersoner gik også tabt, herunder George B. Anderson (ikke i familie). Andersons erstatning, oberst Charles C. Tew fra 2nd North Carolina, blev dræbt få minutter efter at han havde overtaget kommandoen. Oberst John B. Gordon fra 6th Alabama fik fire alvorlige sår under slaget. Han lå bevidstløs, med hovedet ned i sin kasket, og fortalte senere kolleger at han kunne være blevet kvalt i sit eget blod, hvis ikke det var for en Nordstatssoldat, som tidligere havde skudt et hul i kasketten, som blodet kunne løbe ud af. Rodes blev såret i hoften, men var stadig på slagmarken. Disse tab bidrog direkte til forvirringen i de følgende hændelser.
| „ | Vi skød på dem som om de var får i en fold. Hvis en kugle ramte forbi første gang, var det sandsynligt at den ramte den modsatte side og slog tilbage og ramte nogen på tilbagevejen. | “ |
|   | — Sergeant i 61st New York |   |

Da Caldwells brigade rykkede rundt om de konfødereredes højre flanke så oberst Francis C. Barlow og 350 mand fra 61st og 64th New York et svagt punkt i linjen og erobrede en knold, som havde udsyn til hulvejen. Det gav dem mulighed for at skyde på langs af vejen og gøre den til en dødsfælde. I et forsøg på at vende rundt for at møde denne trussel blev en kommando fra Rodes misforstået af oberstløjtnant James N. Lightfoot, som havde erstattet den bevidstløse John Gordon. Lightfoot beordrede sine mænd til at vende rundt og marchere væk, en ordre som alle 5 regimenter i brigaden troede også vedrørte dem. Sydstatstropper begyndte at strømme mod Sharpsburg, deres linje var tabt.
Richardsons mænd var i skarp forfølgelse da en artillerikoncentration, som general Longstreet i en fart havde samlet, drev dem tilbage. Et modangreb med 200 mand ført af D.H. Hill kom rundt om Unionens venstre flanke nær hulvejen, og selv om de blev drevet væk af et voldsomt angreb fra 5th New Hampshire, stoppede det kollapsen i centrum. Tøvende beordrede Richardson sin division til at falde tilbage til nord for højderyggen der lå ved hulvejen. Hans division havde tab på omkring 1.000 mand. Oberst Barlow blev alvorligt såret og Richardson dødeligt såret. Winfield S. Hancock overtog kommandoen over divisionen og selv om Hancock senere fik et fint ry som en aggressiv divisions- og korpschef betød det uventede lederskifte at momentum i Unionens fremstød gik tabt.
Blodbadet fra 9.30 til 13 ved hulvejen gav den navnet Bloody Lane og efterlod omkring 5.600 døde og sårede (3.000 fra Unionen, 2.600 konfødererede) langs den 700 meter lange vej. Og en stor mulighed opstod. Hvis denne ødelagte del af den konfødererede linje blev udnyttet kunne Lees hær blive delt i to og muligvis blive besejret. Der var rigelige styrker til rådighed til at gøre det. Der var en reserve på 3.500 kavalerister og 10.300 infanterister fra General Porters V korps, som ventede nær den midterste bro 1,5 km borte. VI korps var netop ankommet med 12.000 mand og general William B. Franklin var klar til at udnytte gennembruddet, men Sumner, som var den højest rangerende korpschef beordrede ham til ikke at rykke frem. Franklin appellerede til McClellan, som forlod sit hovedkvarter i baglandet for at høre begge sider, men tilsluttede sig Sumners beslutning og beordrede Franklin og Hancock til at holde deres stillinger.
Senere på dagen hørte lederen af en anden reserveenhed nær centrum, V korps' generalmajor Fitz John Porter, anbefalinger fra generalmajor George Sykes, som kommanderede hans 2. division om at endnu et angreb skulle sættes ind i centrum, en ide som interesserede McClellan. Det siges, at Porter sagde til McClellan: "Husk på general, at jeg har kommandoen over den sidste reserve i den sidste hær i republikken". McClellan tøvede, og endnu en mulighed var tabt.

### Eftermiddag
Kampen flyttede sig til den sydlige ende af slagmarken. Ifølge McClellans slagplan skulle generalmajor Ambrose Burnside og IX Korps gennemføre et afledningsangreb til støtte for Hookers I Korps, i håb om at fjerne de konfødereredes opmærksomhed fra det planlagte hovedangreb mod nord. Burnside fik imidlertid besked på at vente indtil han fik direkte ordre på at igangsætte angrebet, og den kom først frem til ham kl. 10. Burnside var mærkeligt passiv under forberedelserne til slaget. Han var utilfreds med at McClellan havde opgivet den tidligere struktur, hvor flankens ledere rapporterede direkte til ham. Tidligere havde Burnside kommanderet en flanke, som havde omfattet både I og IX korps og nu havde han kun ansvar for IX Korps. Da han implicit nægtede at opgive sin højere autoritet behandlede Burnside først generalmajor Jesse L. Reno (dræbt ved South Mountain) og dernæst brigadegeneral Jacob D. Cox fra Kanawha Divisionen som korpschefer og lod ordrer til korpset gå gennem sig.
Burnside havde fire divisioner med 12,500 tropper og 50 kanoner øst for Antietam Creek. Overfor ham var en styrke, som var blevet stærkt udtyndet af at Lee havde flyttet enheder væk for at afstive den venstre flanke af de konfødereredes linje. Ved daggry stod divisionerne under brigadegeneralerne David R. Jones og John G. Walker i forsvarsposition, men kl. 10 var alle Walkers folk og oberst George T. Andersons Georgia brigade væk. Jones havde kun ca. 3.000 mand og 12 kanoner til rådighed overfor Burnside. Fire tynde brigader bevogtede højdedragene nær Sharpsburg, især et lavt plateau ved navn Cemtery Hill. De resterende 400 mand fra 2nd og 20th Georgia regiment, under kommando af brigadegeneral Robert Toombs, med to artilleribatterier—forsvarede Rohrbachs Bridge, en 38 meter lang stenbro, som var den sydligste overgang over Antietam. Den ville blive kendt i historien som Burnside's Bridge efter dette slag. Broen var et vanskeligt mål. Vejen hen til den løb parallelt med creek-en og var udsat for fjendtlig ild. Broen kunne beskydes far en 30 meter høj skovklædt skrænt på vestsiden, overstrøet med klippeblokke fra et gammelt stenbrud, hvilket gjorde beskydning fra infanteri og skarpskytter i godt beskyttede positioner en farlig forhindring for overgangen.
| „ | Gå og kig på Burnsides bro, og fortæl mig om ikke du tror at Burnside og hans korps kunne have lavet et trespring og være landet på den anden side. En ting er sikker, de kunne hvor som helst have vadet over creeken den dag uden at deres bælter blev våde. | “ |
|   | — Konfødereret stabsofficerHenry Kyd Douglas |   |

Antietam Creek var i denne sektor sjældent mere end 15 meter bred, og på adskillige strækninger var vandet kun en meter dybt og udenfor sydstatshærens rækkevidde. Burnside blev stærkt kritiseret for at overse denne kendsgerning, først af den konfødererede stabsofficer Henry Kyd Douglas. Det vanskelige terræn på den anden side af den til tider lavvandede creek gjorde imidlertid at overgangen over creeken var den forholdsvis lette del af et vanskeligt problem. Burnside fokuserede i stedet sin plan på at storme broen mens han samtidig krydsede et vadested, som McClellans ingeniører havde fundet en kilometer længere nede, men da tropperne nåede frem til det opdagede de, at siderne var for stejle til at de kunne komme op af dem. Mens oberst George Crooks Ohio-brigade forberedte sig på at angribe broen med støtte fra brigadegeneral Samuel Sturgis' division kæmpede resten af Kanawha divisionen og brigadegeneral Isaac Rodmans division igennem tykt krat i forsøget på at finde Snavelys Ford, 3 km nede af creeken med den hensigt at falde de konfødererede i flanken.
Crooks angreb på broen blev anført af en skyttekæde fra 11th Connecticut, som blev beordret til at rydde broen så tropperne fra Ohio kunne krydse og angribe bakkerne. Efter at have været udsat for en kraftig ild i 15 minutter trak folkene fra Connecticut sig tilbage med 139 døde og sårede – en tredjedel af deres styrke, herunder anføreren oberst Henry W. Kingsbury, som blev dødeligt såret. Crooks hovedangreb fejlede da hans manglende kendskab til terrænet fik hans mænd til at nå creek-en knap en halv kilometer oppe ad floden, hvor de udvekslede skudsalver med sydstaternes skyttekæder i de næste timer.
Mens Rodman's division fortsat kæmpede sig mod Snavelys Ford, besluttede Burnside og Cox endnu et angreb på broen fra en af Sturgis' brigader, anført af 2nd Maryland og 6th New Hampshire.
De blev også ofre for sydstatshærens skarpskytter og artilleri, og deres angreb faldt fra hinanden. På dette tidspunkt var det middag, og McClellan var ved at miste tålmodigheden. Han sendte kurer efter kurer for at bevæge Burnside til at rykke frem. Til en af sine aides sagde han: "Sig til ham, at selv om det koster 10.000 mand må han rykke frem nu". Han øgede presset ved at sende sin generalinspektør, oberst Delos B. Sackett til Burnside, som reagerede indigneret: "McClellan lader til at tro, at jeg ikke gør mit bedste for at tage denne bro. De er den 3. eller 4. som er kommet til mig denne morgen med tilsvarende ordrer."
Det tredje forsøg på at tage broen kom kl. 12.30 med Sturgis' anden brigade under kommando af brigadegeneral Edward Ferrero. Forrest var 51st New York og 51st Pennsylvania, som med tilstrækkelig artilleristøtte og et løfte om at en nyligt afskaffet whiskyration ville blive genindført hvis angrebet lykkedes angreb ned ad bakke og indtog positioner på den østlige side. De manøvrerede en erobret howitzer i position og skød dobbelte ladninger af kardæsker hen ad broen og nåede ind til 20 meter fra fjenden. Omkring kl. 13 var sydstatshærens beholdninger af ammunition ved at være brugt op og Toombs hørte at Rodmans folk var på vej over Snavelys Ford på deres flanke. Han beordrede tilbagetrækning. Hans soldater fra Georgia havde tilføjet Unionstropperne et tab på over 500 og selv kun mistet omkring 160. Hertil kom at de havde forsinket Burnsides angreb på den sydlige flanke i mere end tre timer.
Burnsides angreb gik igen i stå helt af sig selv. Hans officerer havde undladt at transportere ammunition over broen, som i sig selv var ved at blive en flaskehals af soldater, artilleri og vogne. Det medførte endnu to timers forsinkelse. General Lee brugte denne tid til at styrke sin højre flanke. Han beordrede alle til rådighed stående artillerienheder frem, om end han ikke gjorde noget for at styrke D.R. Jones' alvorligt underlegne styrke med infanterienheder fra venstre fløj. I stedet satsede han på at A.P. Hills lette division, som på dette tidspunkt var i gang med en udmarvende 27 km march fra Harpers Ferry ville nå frem. Klokken 14 havde Hills mænd nået Botelers Ford og Hill kunne kontakte den lettede Lee kl. 14.30. Denne beordrede ham til at opstille sine mænd til højre for Jones.
Unionshæren var ganske uvidende om at 3.000 nye tropper ville stå overfor dem. Burnsides plan var at omgå Sydstatshærens svækkede højre flanke, gå mod Sharpsburg og afskære Lees hær fra Botelers Ford, deres eneste flugtvej over Potomac. Klokken 15 efterlod Burnside Sturgis' division i reserve på den vestlige bred og rykkede vestpå med over 8.000 tropper hvoraf de fleste var friske, og 22 kanoner til nærkampstøtte.
Et indledende angreb blev anført af 79th New York "Cameron Highlanders" og lykkedes mod Jones'
talmæssigt underlegne division, som blev presset tilbage forbi Cemetery Hill og til 200 meter fra Sharpsburg. Længere mod venstre rykke Rodman's division frem mod vejen til Harpers Ferry. Den forreste brigade under oberst Harrison Fairchild kom under kraftig artilleribeskydning fra et dusin fjendtlige kanoner placeret på en bakke foran deres front, men de fortsatte med at rykke frem. Der var panik i Sharpsburgs gader, som var stoppet af retirerende sydstatssoldater. Af de fem brigader i Jones' division var kun Toombs' brigade fortsat intakt, men han havde kun 700 mænd.
A. P. Hills division ankom kl. 15.30 og Hill delte sin kolonne så to brigader rykke mod sydøst for at beskytte hans flanke og de andre tre – ca. 2.000 mand rykkede ind til højre for Toombs' brigade og forberedte et modangreb. Kl. 15.40 angreb brigadegeneral Maxcy Greggs brigade af South Carolinere den 16th Connecticut på Rodmans venstre flanke i majsmarken tilhørende John Otto. Folkene fra Connecticut havde været i tjeneste i blot 3 uger, og deres linje brød sammen med 185 døde og sårede. 4th Rhode Island kom frem til højre for dem, men havde svært ved at se i den høje majs og blev desorienteret af at mange sydstatssoldater var i nordstatsuniformer, som de havde erobret ved Harpers Ferry. De flygtede også og efterlod 8th Connecticut langt fremme og helt isoleret. De blev drevet hele vejen ned at bakkerne mod Antietam Creek. Et modangreb af regimenter fra Kanawha divisionen lykkedes ikke.
IX Corps havde lidt tab på omkring 20% men havde stadig dobbelt så mange mænd som de sydstatsenheder de stod overfor. Nervøs over sammenbruddet på sin flanke beordrede Burnside alle sine mænd tilbage til den vestlig bred af Antietam, hvor han indtrængende forlangte flere mænd og artilleri. McClellan var i stand til at hjælpe ham med et enkelt batteri. Han sagde: "jeg kan ikke gøre mere. Jeg har intet infanteri". Rent faktisk havde McClellan to friske korps i reserve, Porters V og Franklins VI, men han var for forsigtig, og bekymret over muligheden for et snarligt modangreb fra Lee. Burnsides mænd tilbragte resten af dagen med at bevogte broen som de havde lidt så meget for at erobre.

## Efterspil
Slaget var ovre kl. 17.30. Dagens tab var voldsomme på begge sider. Unionens tab var på 12,401 heraf 2.108 døde. De konfødereredes tab var på 10.318 med 1.546 døde. Det svarede til 25 % af Unionens og 31% af sydstaternes styrke. Flere amerikanere døde den 17. september 1862 en på nogen anden dag i nationens militærhistorie, inklusive D-dag under 2. verdenskrig og 11. september 2001. Om morgenen den 18. september forberedte Lees hær sig på at forsvare sig mod et angreb, som aldrig kom. Efter en improviseret våbenhvile hvor begge sider kunne bjerge og udveksle sårede, begyndte Lees styrker om aftenen at trække sig tilbage over Potomac og tilbage til Virginia.
Præsident Lincoln var skuffet over McClellans indsats. Han troede at McClellans forsigtige og dårligt koordinerede handlinger i felten havde ført til at slaget endte uafgjort i stedet for et ødelæggende konfødereret nederlag. Historikeren Stepjem Sears er enig.
| „ | I dette slag mod svære odds som han indledte for at redde republikken, havde general McClellan kun indsat 50.000 infanteristerog artillerister. En terdjedel af hans hær affyrede ikke et eneste skud. Selv da bragte hans folk gentagne gange Army of Northern Virginia til randen af en katastrofe, tapre bedrifter var aldeles tabt på en militær leder som ikke tænkte på ret meget andet end at afværge sit eget nederlag. | “ |
|   | — Stephen W. Sears, Landscape Turned Red |   |

Præsidenten var endnu mere forundret over at fra den 17. september til den 26. oktober trods gentagne appeller fra krigsministeriet og præsidenten selv afviste McClellan at forfølge Lee over Potomac, angiveligt fordi han manglede udstyr og var bange for at strække sine styrker for langt. Den øverstkommanderende general Henry W. Halleck skrev i sin officielle rapport: "En så stor hærs inaktivitet overfor en slagen fjende og i den mest favorable årstid til hurtige bevægelser og en energisk kampagne var en sag som gav anledning til megen skuffelse og beklagelser. " Lincoln fratog McClellan kommandoen over Army of the Potomac den 7. november, hvilket i praksis afsluttede generalen militære løbebane.
Nogle historieforskere sætter spørgsmålstegn ved betegnelsen "strategiske sejr" for Unionen. McClellan klarede sig dårligt i kampagnen og slaget selv, og Lee viste sig som en storartet general, som klarede sig mod en hær, som var langt større end hans. Tabene var nogenlunde lige store på begge sider, om end Lee mistede en større andel af sin hær. Lee trak sig først tilbage fra slagmarken, den tekniske definition på en taktisk taber i et slag i borgerkrigen; men i en militærstrategisk sammenhæng, selv om det taktisk endte uafgjort, betragtes slaget som et vendepunkt i krigen og en sejr for Unionen fordi det sluttede Lees strategiske kampagne (hans første invasion af Nordstaterne) og det tillod Præsident Lincoln at udstede Emancipationserklæringen den 22. september, som fik virkning fra 1. januar 1863. Selv om Lincoln havde ønsket at gøre det tidligere, blev han rådet til at undgå følelsen af at den var udstedt i desperation. Unionens sejr og Lincolns proklamation spillede en betydelig rolle i at afholde regeringerne i Frankrig og Storbritannien fra at anerkende Konføderationen. Nogle mistænkte dem for at planlægge noget sådant i kølvandet på endnu et nederlag til Unionen. Da spørgsmålet om slavernes frigørelse blev knyttet til krigens resultat havde ingen af de to regeringer den politiske vilje til at gå imod De Forenede Stater. Historikeren James M. McPherson opsummerede betydningen af Antietam i hans Crossroads of Freedom:
| „ | Ingen anden kampagne og slag i krigen havde så mange og så monumentale konsekvenser som Antietam. I juli 1863 ramte de to Unionstriumfer ved Vicksburg og Gettysburg endnu et lammende slag som døvede den konfødererede offensiv på den østlige krigsskueplads og afskar den vestlige tredjedel af konføderationen fra resten. I september 1864 vendte Shermans erobring af Atlanta endnu et fald i Nordens moral og stillede scenen klar til det afgørende ryk mod en Unionssejr. Disse var også afgørende begivenheder, men de ville aldrig være indtruffet, hvis ikke de tre konfødererede offensiver i Mississippi, Kentucky og frem for alt i Maryland ikke var blevet besejret i efteråret 1862. | “ |
|   | — James M. McPherson, Crossroads of Freedom |   |

Slaget mindes på Antietam National Battlefield.

## Yderligere læsning
- Frassanito, William A., Antietam: The Photographic Legacy of America's Bloodiest Day, Thomas Publications, 1978, ISBN 1-57747-005-2.
- Gallagher, Gary W., Ed., Antietam: Essays on the 1862 Maryland Campaign, Kent State University Press, 1989, ISBN 0-87338-400-8.
- Jermann, Donald R., Antietam: The Lost Order, Pelican Publishing Company Inc., 2006, ISBN 1-58980-366-3.
- Luvaas, Jay, and Harold W. Nelson, Eds., The U.S. Army War College Guide to the Battle of Antietam: The Maryland Campaign of 1862, University Press of Kansas, 1987, ISBN 0-7006-0784-6.

## Eksterne links
- Slaget ved Antietam Arkiveret 12. december 2007 hos  Wayback Machine Staff ride guide, Center of Military History, United States Army.
- Animeret historie om slaget ved Antietam Arkiveret 12. maj 2008 hos  Wayback Machine
- Lincoln og Lee ved Antietam Arkiveret 13. marts 2006 hos  Wayback Machine
- Antietam National Battlefield Park
- Antietam på Nettet
- USS Antietam Arkiveret 2. december 2005 hos  Wayback Machine
- Samling af billeder af Alexander Gardner
- Online transcription of 1869 record of original Confederate Burials in Washington County, Maryland, including Antietam Battlefield {Washington County Maryland Free Library-for reference only}
- History of Antietam National Cemetery :including a descriptive list of all the loyal soldiers buried therein {published 1869}
- Hagerstown Herald of Freedom and Torch Light Sept 1862, first edition after the Battle of Antietam
- Brotherswar.com The Battle of Antietam Arkiveret 14. november 2006 hos  Wayback Machine
- Battle of Antietam: Two Great American Armies Engage in Combat article by Ted Alexander

39°28′24″N 77°44′41″V / 39.4733°N 77.7447°V